# Cầu thủ trẻ xuất sắc nhất năm của PFA

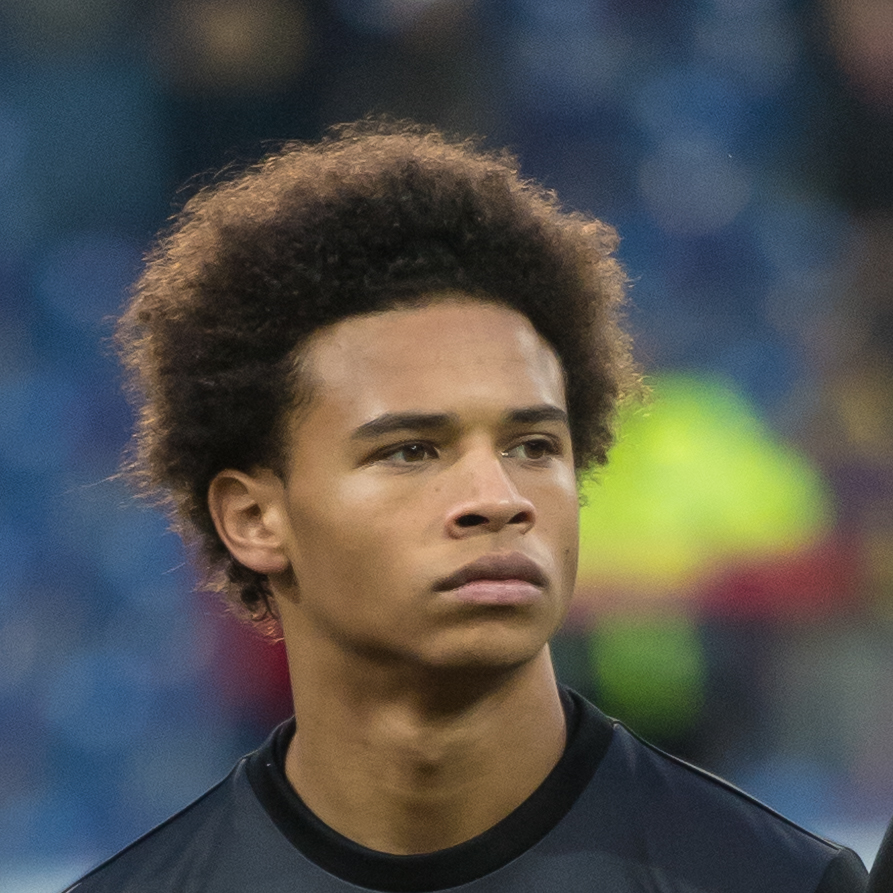
Leroy Sané, chủ nhân giải thưởng mùa 2017–18.

Cầu thủ trẻ xuất sắc nhất năm của Hiệp hội Cầu thủ Chuyên nghiệp Anh (hay thường gọi là Cầu thủ trẻ xuất sắc nhất năm của PFA hay đơn giản là Cầu thủ trẻ xuất sắc nhất năm) là một giải thưởng bóng đá thường niên dành cho cầu thủ có độ tuổi từ 23 trở xuống được coi là xuất sắc nhất mùa giải trong bóng đá Anh. Giải được trao từ mùa 1973-74 và chủ nhân giải được bầu chọn bởi một cuộc bỏ phiếu giữa các thành viên thuộc Hiệp hội Cầu thủ Chuyên nghiệp Anh (Professional Footballers' Association, viết tắt là PFA). Người nhận giải đầu tiên là hậu vệ của Ipswich Town Kevin Beattie. Chủ nhân giải hiện tại là Leroy Sané, người đoạt giải nhờ màn trình diễn ấn tượng của anh trong suốt mùa 2017–18 cho Manchester City.

## Danh sách nhận giải

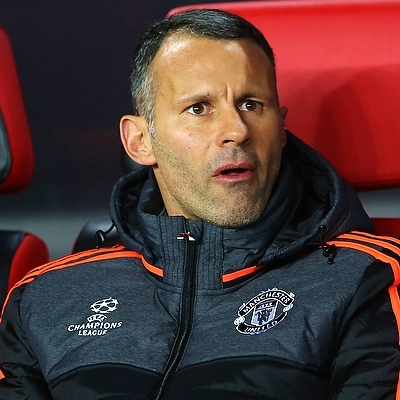
Ryan Giggs là cầu thủ đầu tiên giành giải hai lần.

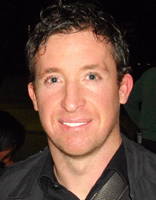
Robbie Fowler là cầu thủ thứ hai giành giải hai lần.

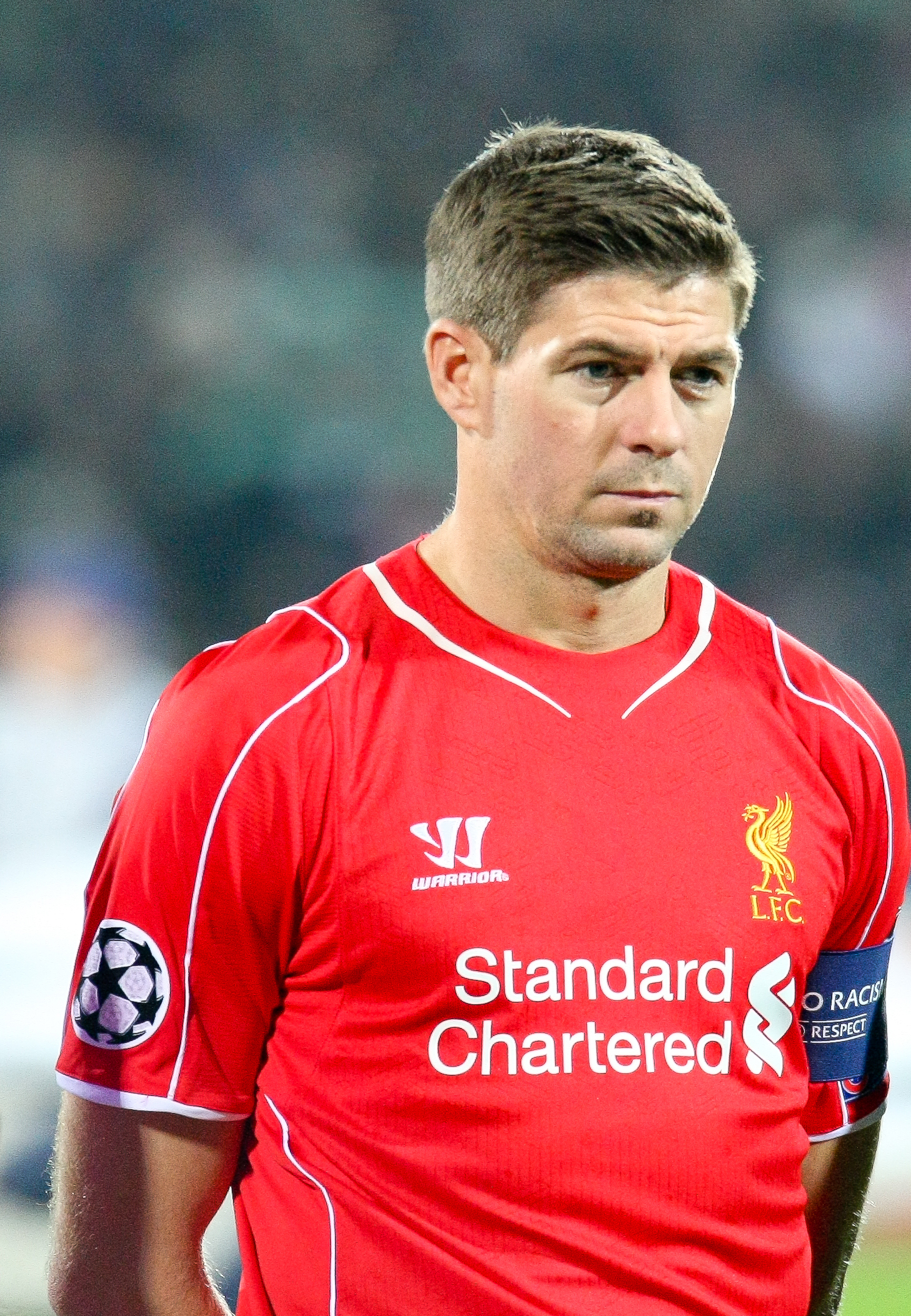
Steven Gerrard là cầu thủ đầu tiên giành giải Cầu thủ xuất sắc nhất năm của cổ động viên trong cùng một mùa bóng.

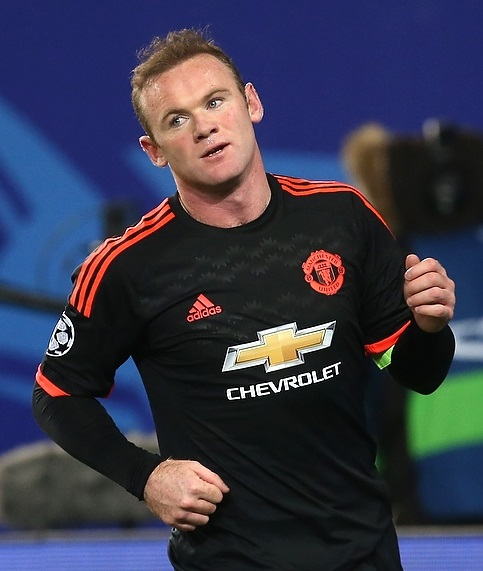
Wayne Rooney là cầu thủ thứ ba giành giải trong hai mùa bóng liên tiếp.

| Năm       | Quốc tịch   | Cầu thủ            | Câu lạc bộ                | Đồng danh hiệu | Chú thích     |
| --------- | ----------- | ------------------ | ------------------------- | -------------- | ------------- |
| 1973–74   | Anh         | Kevin Beattie      | Ipswich Town              |                |               |
| 1974–75   | Anh         | Mervyn Day         | West Ham United           |                | [ 3 ]         |
| 1975–76   | Anh         | Peter Barnes       | Manchester City           |                |               |
| 1976–77   | Scotland    | Andy Gray          | Aston Villa               | PPY            | [ 4 ]         |
| 1977–78   | Anh         | Tony Woodcock      | Nottingham Forest         |                |               |
| 1978–79   | Anh         | Cyrille Regis      | West Bromwich Albion      |                | [ 5 ]         |
| 1979–80   | Anh         | Glenn Hoddle       | Tottenham Hotspur         |                |               |
| 1980–81   | Anh         | Gary Shaw          | Aston Villa               |                |               |
| 1981–82   | Anh         | Steve Moran        | Southampton               |                |               |
| 1982–83   | Wales       | Ian Rush           | Liverpool                 |                |               |
| 1983–84   | Anh         | Paul Walsh         | Luton Town                |                |               |
| 1984–85   | Wales       | Mark Hughes        | Manchester United         |                |               |
| 1985–86   | Anh         | Tony Cottee        | West Ham United           |                |               |
| 1986–87   | Anh         | Tony Adams         | Arsenal                   |                |               |
| 1987–88   | Anh         | Paul Gascoigne     | Newcastle United          |                |               |
| 1988–89   | Anh         | Paul Merson        | Arsenal                   |                |               |
| 1989–90   | Anh         | Matthew Le Tissier | Southampton               |                |               |
| 1990–91   | Anh         | Lee Sharpe         | Manchester United         |                |               |
| 1991–92   | Wales       | Ryan Giggs         | Manchester United         |                |               |
| 1992–93   | Wales       | Ryan Giggs         | Manchester United         |                | [ 6 ]         |
| 1993–94   | Anh         | Andy Cole          | Newcastle United          |                |               |
| 1994–95   | Anh         | Robbie Fowler      | Liverpool                 |                |               |
| 1995–96   | Anh         | Robbie Fowler      | Liverpool                 |                |               |
| 1996–97   | Anh         | David Beckham      | Manchester United         |                |               |
| 1997–98   | Anh         | Michael Owen       | Liverpool                 |                |               |
| 1998–99   | Pháp        | Nicolas Anelka     | Arsenal                   |                | [ 7 ]         |
| 1999–2000 | Úc          | Harry Kewell       | Leeds United              |                | [ 8 ]         |
| 2000–01   | Anh         | Steven Gerrard     | Liverpool                 | FPY            | [ 9 ]         |
| 2001–02   | Wales       | Craig Bellamy      | Newcastle United          |                | [ 10 ]        |
| 2002–03   | Anh         | Jermaine Jenas     | Newcastle United          |                | [ 11 ]        |
| 2003–04   | Anh         | Scott Parker       | Charlton Athletic Chelsea |                | [ 12 ]        |
| 2004–05   | Anh         | Wayne Rooney       | Manchester United         |                | [ 13 ]        |
| 2005–06   | Anh         | Wayne Rooney       | Manchester United         | FPY            | [ 14 ]        |
| 2006–07   | Bồ Đào Nha  | Cristiano Ronaldo  | Manchester United         | PPY, FWA, FPY  | [ 15 ] [ 16 ] |
| 2007–08   | Tây Ban Nha | Cesc Fàbregas      | Arsenal                   |                | [ 17 ]        |
| 2008–09   | Anh         | Ashley Young       | Aston Villa               |                | [ 18 ]        |
| 2009–10   | Anh         | James Milner       | Aston Villa               |                | [ 19 ]        |
| 2010–11   | Anh         | Jack Wilshere      | Arsenal                   |                | [ 20 ]        |
| 2011–12   | Anh         | Kyle Walker        | Tottenham Hotspur         |                | [ 21 ]        |
| 2012–13   | Wales       | Gareth Bale        | Tottenham Hotspur         | PPY, FWA       |               |
| 2013–14   | Bỉ          | Eden Hazard        | Chelsea                   |                | [ 22 ]        |
| 2014–15   | Anh         | Harry Kane         | Tottenham Hotspur         |                | [ 23 ]        |
| 2015–16   | Anh         | Dele Alli          | Tottenham Hotspur         |                | [ 24 ]        |
| 2016–17   | Anh         | Dele Alli          | Tottenham Hotspur         |                | [ 25 ]        |
| 2017–18   | Đức         | Leroy Sané         | Manchester City           |                | [ 26 ]        |